# 伊塔比里图
伊塔比里图是巴西米纳斯吉拉斯州的一个市镇。总面积543平方公里，总人口41522人，人口密度76.5人/平方公里。